# Teatro Massimo Vittorio Emanuele
(epigrafe incisa sull'architrave del portico del Teatro Massimo)
Il Teatro Massimo Vittorio Emanuele, meglio noto come Teatro Massimo di Palermo, è il più grande edificio teatrale lirico d'Italia ed uno dei più grandi d'Europa (terzo per ordine di grandezza architettonica dopo l'Opéra National di Parigi e la Staatsoper di Vienna).

## Storia
Alla sua apertura, per monumentalità e dimensione (oltre 7730 m²), suscitò le invidie di molti. Di gusto neoclassico-eclettico, sorge sulle aree di risulta della chiesa delle Stimmate e del monastero di San Giuliano, che vennero demoliti alla fine dell'Ottocento per fare spazio alla grandiosa costruzione. I lavori iniziarono nel 1875, dopo vicende travagliate che seguirono il concorso del 1864 vinto dall'architetto Giovan Battista Filippo Basile, alla morte del quale subentrò il figlio Ernesto Basile, anch'egli architetto, il quale accettò di ultimare l'opera in corso del padre su richiesta del Comune di Palermo, completando inoltre i disegni necessari per la prosecuzione dei lavori del Teatro.

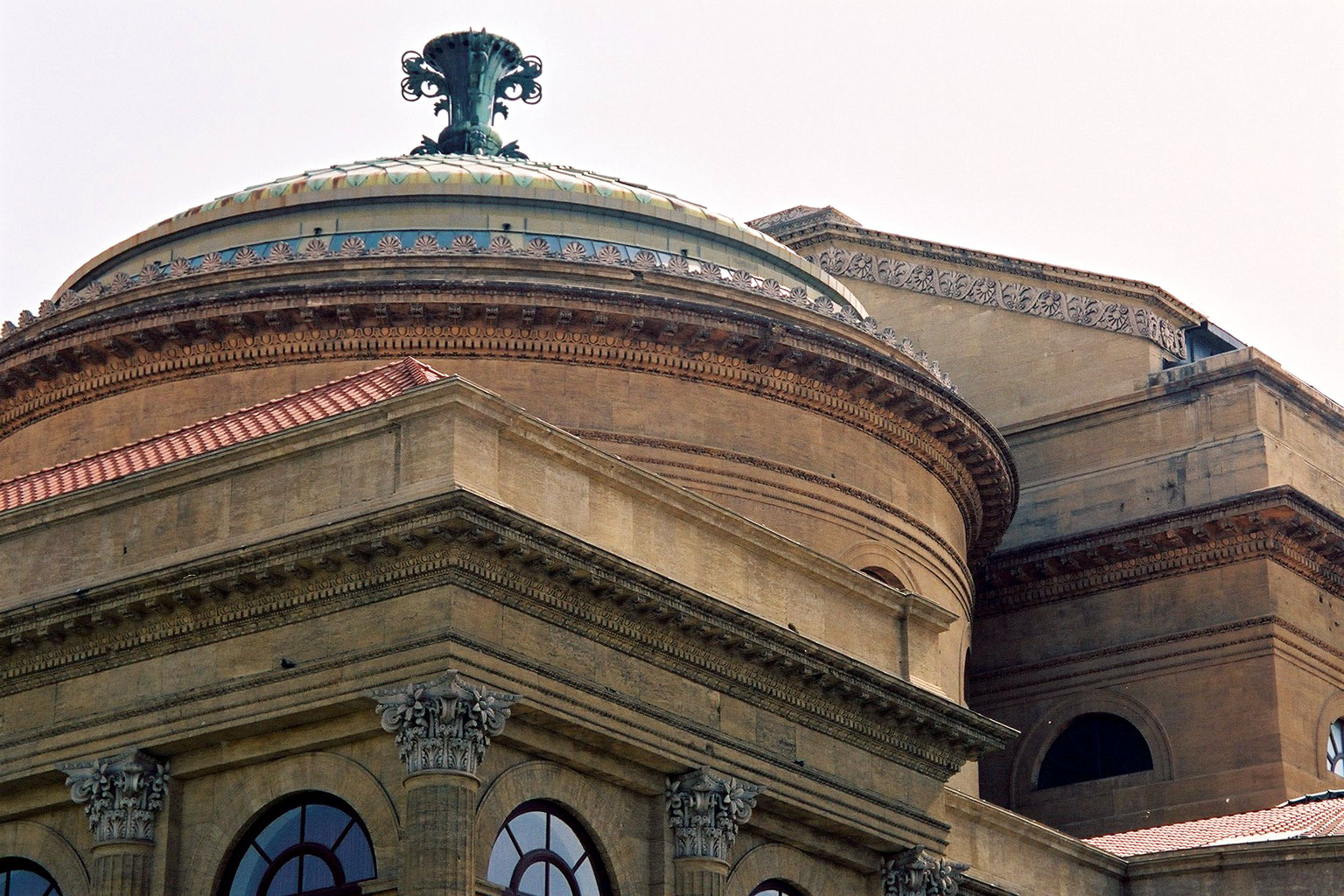
Cupola del teatro

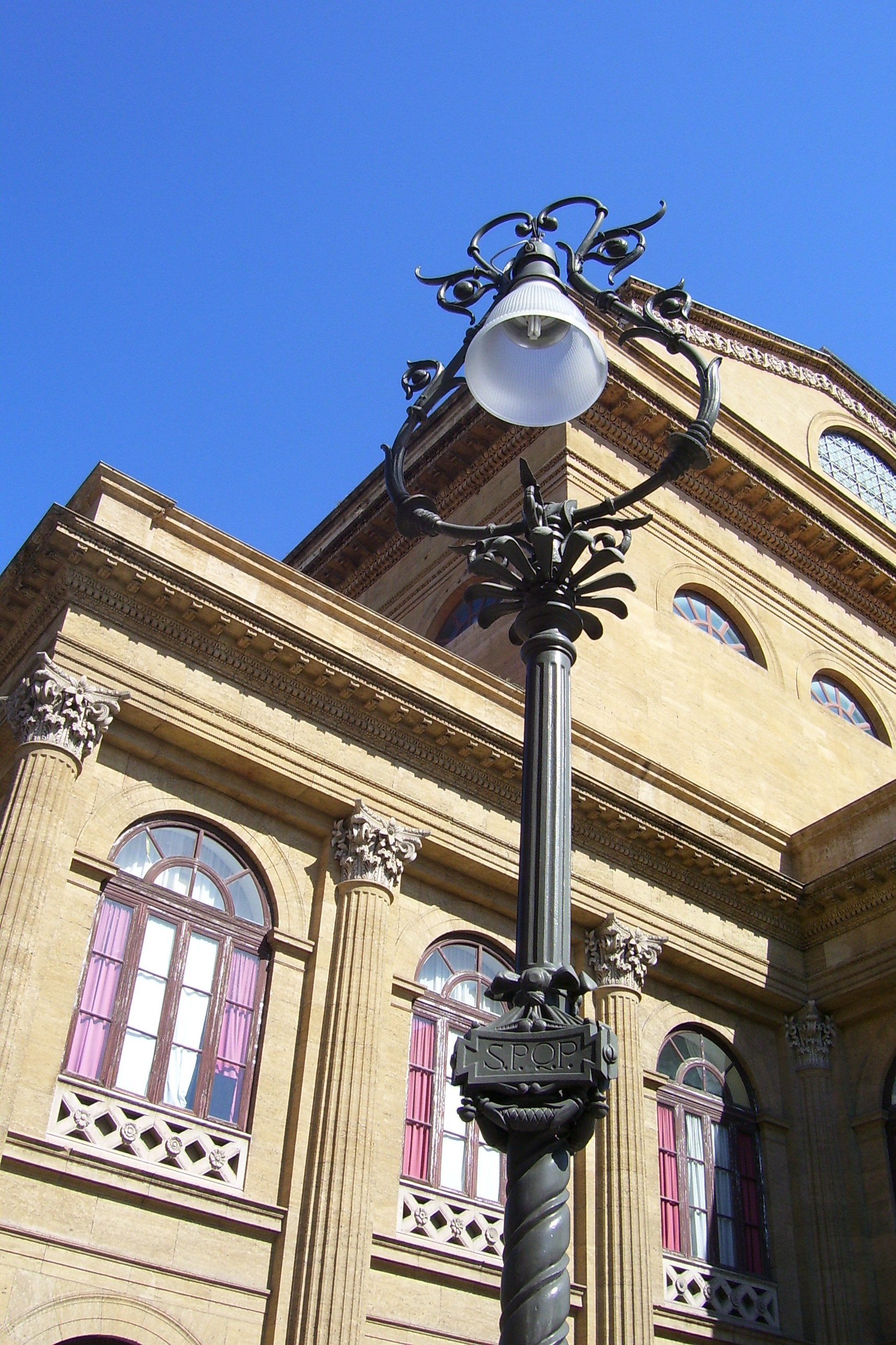
Teatro Massimo (particolare)

L'impresa di costruzioni che costruì l'edificio del Teatro Massimo apparteneva a due soci, Giovanni Rutelli e Alberto Machì. Giovanni Rutelli apparteneva a un'antica famiglia italiana di origine britannica con tradizioni anche nel settore dell'architettura fin dalla prima metà del settecento; Giovanni, sotto l'affidamento di Basile, diresse dall'inizio tutti i lavori di costruzione dell'edificio con la propria direzione tecnica e costruttiva (tutte le opere murarie, le quali erano in pietra da taglio, dalle fondamenta sino all'ossatura dei solai, comprese tutte le decorazioni esterne). Rutelli era pure un profondo esperto sia delle antiche costruzioni greco-romane che della scienza stereotomica, conoscenze essenziali per l'erezione di un edificio-tempio della mole del Teatro Massimo, vero monumento dall'autentico stile greco-romano.
Da ricordare che Basile aveva organizzato dei corsi di formazione d'arte classica sia per l'intaglio della pietra che per la decorazione atti a formare un adeguato numero di esperti maestri preparati a dare le volute forme, quivi a poter rifinire, nei minimi dettagli richiesti, tutti gli innumerevoli blocchi di pietra viva da taglio, necessari all'edificazione dell'imponente teatro, a parte le precise ed originali decorazioni esterne da apportare in seguito (durante quel periodo il numero di maestri esperti intagliatori a disposizione era estremamente esiguo poiché le note Maestranze dei tempi erano già andate scomparendo); per la costruzione, di maestri dell'intaglio se ne impiegarono addirittura circa centocinquanta; fu l'occasione da parte del Rutelli di ideare anche una rivoluzionaria gru azionata da un motore a vapore e caratterizzata da un ingegnoso sistema di pulegge/carrucole e cavi che s'impiegò effettivamente e con successo durante l'edificazione del Teatro Massimo V. E. per il sollevamento dei grossi massi, capitelli e colonne (capacità di sollevamento fino ad otto tonnellate di peso) a considerevoli altezze per quel tempo (fino a metri 22 d'altezza), il che poté accelerare anche il proseguimento dei lavori. Di detta gru il Comune di Palermo custodisce oggi il relativo prototipo in scala donato al tempo dallo stesso Giovanni Rutelli. Il 16 maggio 1897 avvenne l'apertura ufficiale del Teatro con Falstaff di Verdi. Tra i direttori d'orchestra più celebri dell'800 che hanno diretto al Teatro Massimo, si annovera Antonino Palminteri, presente sul podio nella stagione a cavallo degli anni 1897 e 1898 con l'Aida e La traviata di Giuseppe Verdi, il Lohengrin di Richard Wagner e la Norma di Vincenzo Bellini.
Nel 1903 avvenne la prima assoluta di Barberina di Gino Marinuzzi (1882-1945), nel 1910 di Mese mariano di Giordano, nel 1912 di La baronessa di Carini di Giuseppe Mulè, nel 1913 di Mimì Pinson di Ruggero Leoncavallo, nel 1941 di La zolfara di Mulè con Pia Tassinari e Giuseppe Valdengo, nel 1955 del successo di Il cappello di paglia di Firenze di Nino Rota con Nicola Filacuridi ed Alfredo Mariotti per la regia di Corrado Pavolini, nel 1963 di Il diavolo in giardino di Franco Mannino con Clara Petrella, Jolanda Gardino, Ugo Benelli ed Enrico Campi e nel 1967 di Il gattopardo di Angelo Musco (compositore) con Ottavio Garaventa e Nicola Rossi-Lemeni.
Nel 1997 venne riaperto dopo un lunghissimo periodo d'abbandono iniziato nel 1974 per motivi di restauro procrastinato. Il lungo periodo di chiusura fu gestito dal sovrintendente Ubaldo Mirabelli dal 1977 al 1995.
Nel 2002, Claudio Abbado porta i Berliner Philharmoniker a Palermo per dirigere il "Concerto per l'Europa" (Europakonzert), con un programma che prevede l'Ouverture da Egmont di Ludwig van Beethoven, il Concerto per Violino e orchestra di Johannes Brahms, la Sinfonia numero 9 di Dvorak e l'Ouverture da "Les Vespres Sicilianes" di Giuseppe Verdi
Il teatro, da sempre molto sensibile alle istanze della comunità LGBT, nell'agosto 2015 sigla un accordo con le parti sindacali con il quale ai propri dipendenti omosessuali viene riconosciuto il diritto di usufruire dei permessi matrimoniali per nozze e unioni civili, altrove previsto solo per i matrimoni etero. È il primo teatro italiano ad equiparare i dipendenti omosessuali a quelli etero. Già da tempo, in concomitanza con la settimana delle celebrazioni del pride, illumina le imponenti colonne della sua facciata con i colori della bandiera arcobaleno.

## Architettura

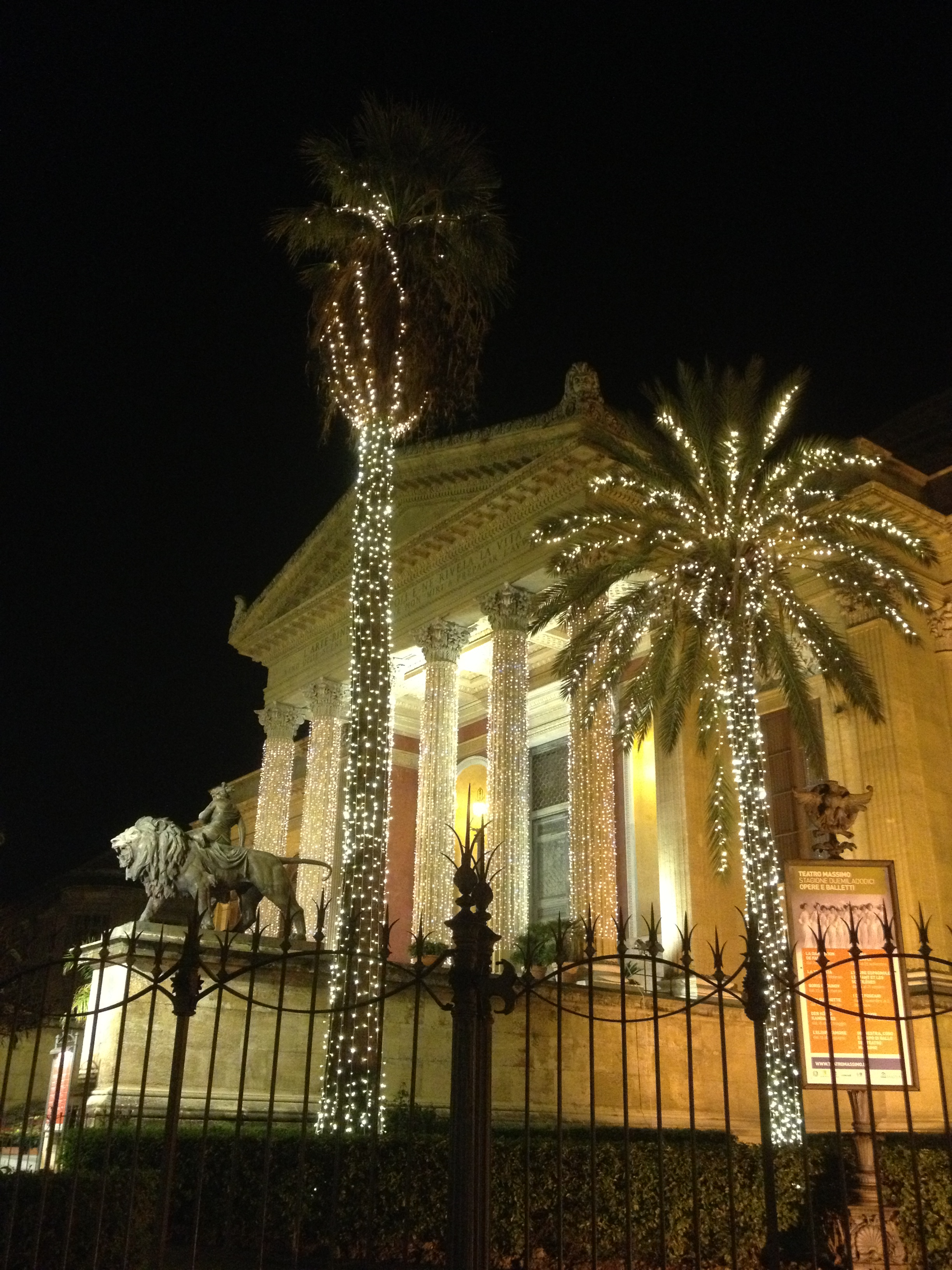
Teatro Massimo con illuminazione per le festività natalizie

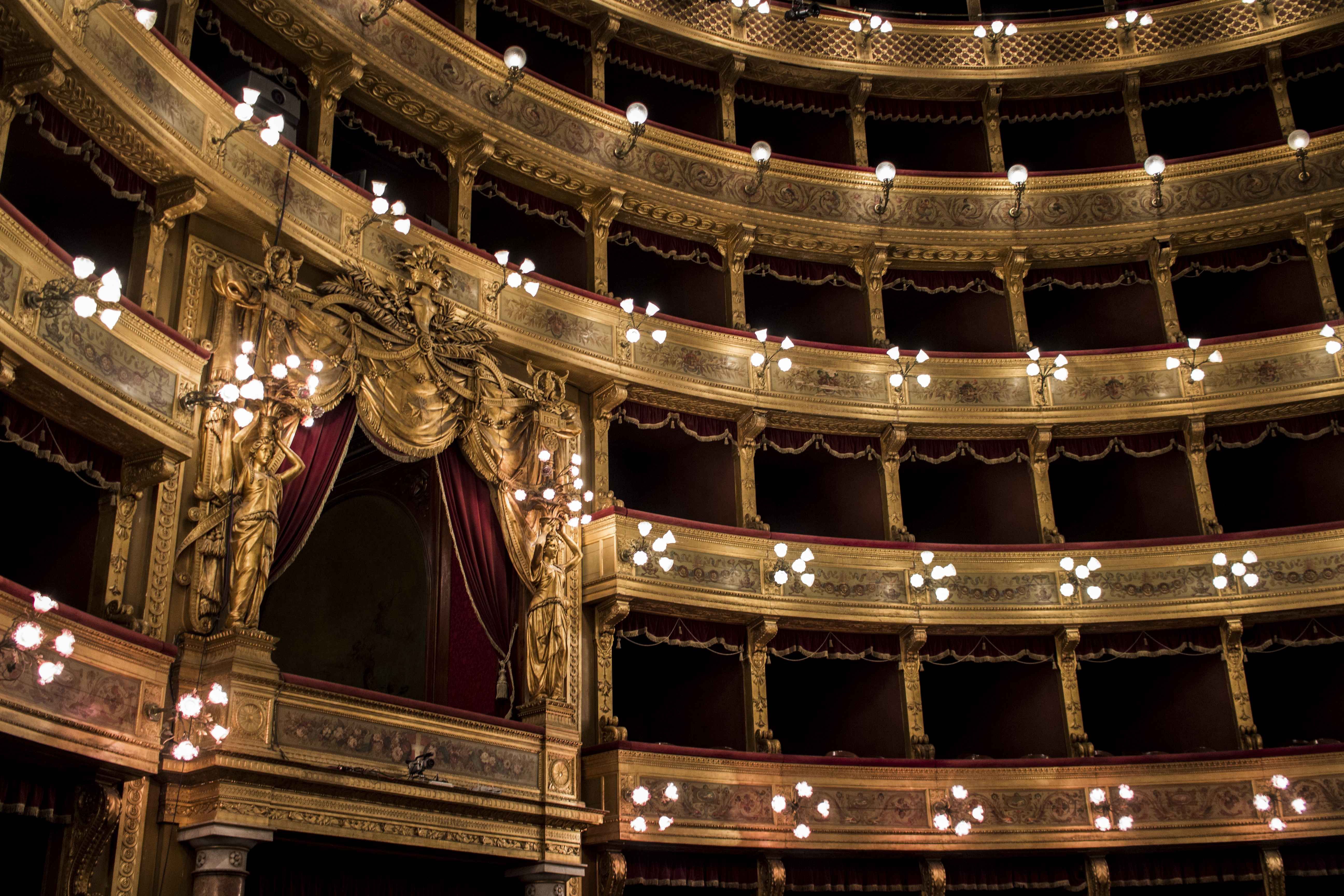
Palchi all'interno del Teatro Massimo.

La simmetria compositiva attorno all'asse dell'ingresso, la ripetizione costante degli elementi (colonne, finestre ad archi), la decorazione rigorosamente composta, definiscono una struttura spaziale semplice ed una volumetria chiara, armonica e geometrica, d'ispirazione greca e romana. I riferimenti formali di quest'edificio sono, oltre che nei teatri antichi, anche nelle costruzioni religiose e pubbliche romane, quali il tempio, la basilica civile e, soprattutto, le terme, nello sviluppo planimetrico dei volumi e nella copertura.
Sul frontone della facciata si può leggere il motto "L'arte rinnova i popoli e ne rivela la vita. Vano delle scene il diletto ove non miri a preparar l'avvenire".

### Esterno
L'esterno del teatro, seguendo la moda dell'attualizzazione delle architetture antiche, presenta un pronao corinzio esastilo elevato su una monumentale scalinata ai lati della quale sono posti due leoni bronzei con le allegorie della Tragedia dello scultore Benedetto Civiletti e della Lirica dello scultore Mario Rutelli (autore anche della quadriga che orna il pronao del Politeama Garibaldi, l'altro grande teatro di Palermo); in alto l'edificio è sovrastato da un'enorme cupola emisferica di 28,73 metri, la più grande della Sicilia per diametro e tra le più grandi in Italia. L'ossatura della cupola è una struttura metallica reticolare che s'appoggia ad un sistema di rulli a consentirne gli spostamenti dovuti alle variazioni di temperatura.
Il teatro si sviluppa in altezza per 60 metri, di cui 55 metri il vano scenico.

### Interno e aerazione

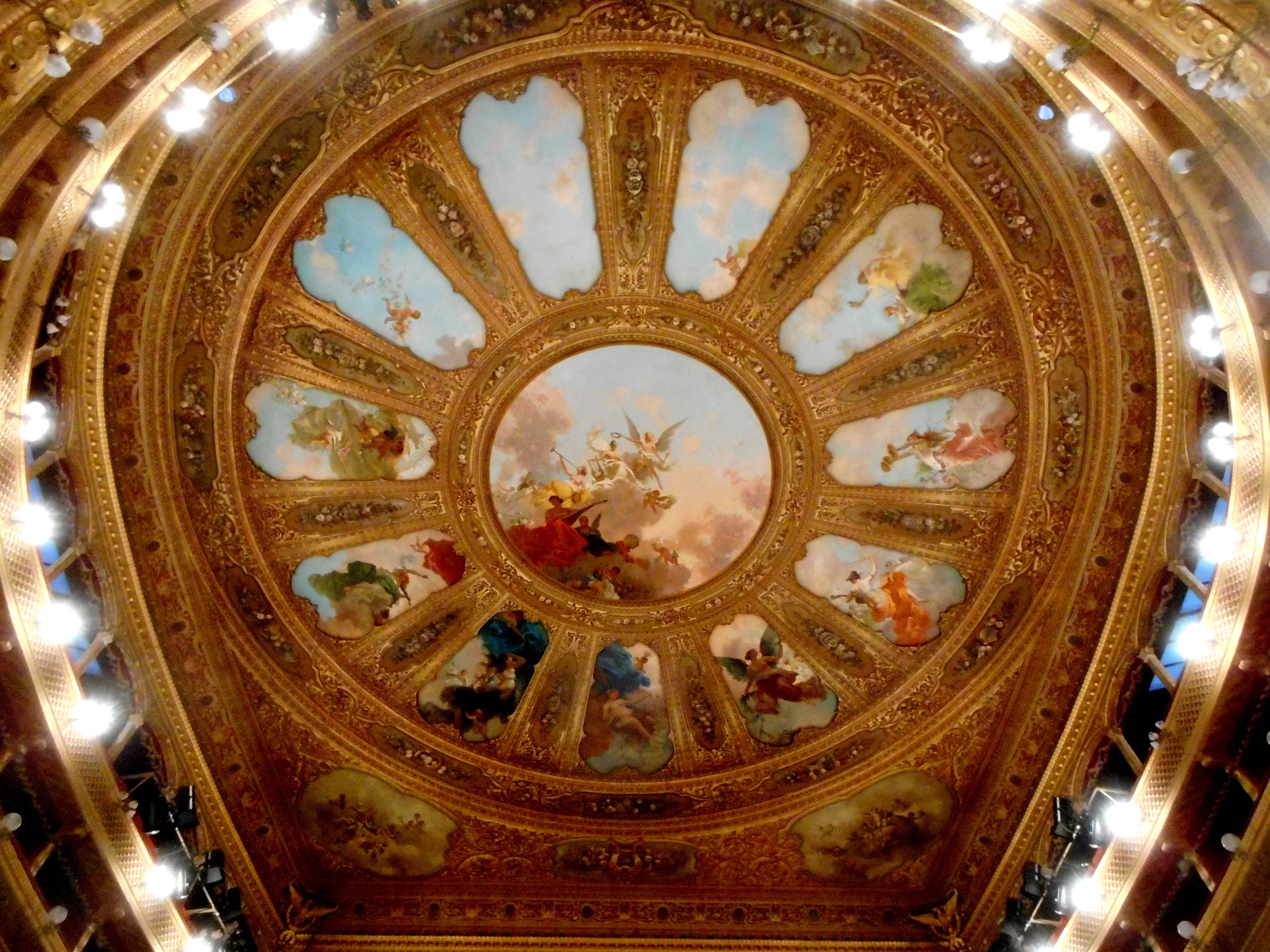
Soffitto del Teatro Massimo

L'apparato architettonico della grande sala si deve all'architetto Ernesto Basile, figlio di Giovan Battista, autore del complesso generale dell'opera. Ernesto, raffinatissimo rappresentante del Liberty europeo, si servì per le decorazioni e i particolari della valida opera del Ducrot, soprattutto per le raffinatissime composizioni dei palchi e degli arredi.
L'interno è decorato e dipinto da Rocco Lentini, Ettore De Maria Bergler, Michele Cortegiani, Luigi Di Giovanni.
La sala, a ferro di cavallo, con cinque ordini di palchi e galleria (loggione).
La platea dispone di uno speciale soffitto mobile composto da grandi pannelli lignei affrescati (i cosiddetti petali) che vengono mossi da un meccanismo di gestione dell'apertura modulabile verso l'alto, che consente l'aerazione dell'intero ambiente. Il sistema permette al teatro di non necessitare di aerazione forzata per la ventilazione e la climatizzazione interna.

## Acustica
Nella rotonda del mezzogiorno o sala pompeiana, la sala riservata in origine ai soli uomini, si può constatare un effetto di risonanza particolarissimo, appositamente ottenuto dall'architetto tramite una leggera asimmetria della sala, tale per cui chi si trova al centro esatto della sala ha la percezione di udire la propria voce amplificata a dismisura, mentre nel resto dell'ambiente la risonanza è enorme e tale per cui risulta impossibile comprendere dall'esterno della rotonda quanto viene detto al suo interno.

## Nei media
Nel 1990 il teatro è stato lo scenario di alcune riprese del film Il padrino - Parte III di Francis Ford Coppola, con Al Pacino, Andy García e Sofia Coppola, in cui il padrino Michael Corleone si reca a Palermo per assistere al debutto del figlio nella Cavalleria rusticana, di Pietro Mascagni.
Compare come location nel videogioco Mafia: Terra Madre.